# Chirita integra
Chirita integra är en tvåhjärtbladig växtart som beskrevs av Euphemia Cowan Barnett. Chirita integra ingår i släktet Chirita och familjen Gesneriaceae. Inga underarter finns listade i Catalogue of Life.